# Lawrence Ati-Zigi
Lawrence Ati-Zigi (Accra, 25 gennaio 1996) è un calciatore ghanese, portiere del San Gallo e della nazionale ghanese.

## Carriera

### Club
Ha giocato nella prima divisione svizzera e nella seconda divisione francese.

### Nazionale
Nel 2015 è stato convocato dalla nazionale Under-20 ghanese per disputare i Mondiali di categoria. Nel 2017 ha invece esordito in nazionale maggiore; nel 2019, nel 2021 e nel 2023 ha partecipato alla Coppa d'Africa, mentre nel 2022 ha partecipato ai Mondiali.

## Statistiche

### Presenze e reti nei club
Statistiche aggiornate al 28 novembre 2022.
| Stagione         | Squadra          | Campionato       | Campionato | Campionato | Coppe nazionali | Coppe nazionali | Coppe nazionali | Coppe continentali | Coppe continentali | Coppe continentali | Altre coppe | Altre coppe | Altre coppe | Totale | Totale |
| Stagione         | Squadra          | Comp             | Pres       | Reti       | Comp            | Pres            | Reti            | Comp               | Pres               | Reti               | Comp        | Pres        | Reti        | Pres   | Reti   |
| ---------------- | ---------------- | ---------------- | ---------- | ---------- | --------------- | --------------- | --------------- | ------------------ | ------------------ | ------------------ | ----------- | ----------- | ----------- | ------ | ------ |
| 2014-2015        | Liefering        | 2L               | 6          | -11        |                 | -               | -               |                    | -                  | -                  |             | -           | -           | 6      | -11    |
| 2015-2016        | Liefering        | 2L               | 16         | -29        |                 | -               | -               |                    | -                  | -                  |             | -           | -           | 16     | -29    |
| 2016-2017        | Liefering        | 2L               | 11         | -19        |                 | -               | -               |                    | -                  | -                  |             | -           | -           | 11     | -19    |
| Totale Liefering | Totale Liefering | Totale Liefering | 33         | -59        |                 |                 |                 |                    |                    |                    |             |             |             | 33     | -59    |
| 2017-2018        | Sochaux          | L2               | 7          | -15        | CF+CdL          | 4+1             | -6+-3           |                    | -                  | -                  |             | -           | -           | 12     | -24    |
| 2018-2019        | Sochaux          | L2               | 9          | -10        | CF+CdL          | 2+1             | -1+-1           |                    | -                  | -                  |             | -           | -           | 12     | -12    |
| 2019-gen. 2020   | Sochaux          | L2               | 7          | -6         | CF+CdL          | 1+1             | -2+-2           |                    | -                  | -                  |             | -           | -           | 9      | -10    |
| Totale Sochaux   | Totale Sochaux   | Totale Sochaux   | 23         | -31        |                 | 10              | -15             |                    |                    |                    |             |             |             | 33     | -46    |
| gen. 2020        | San Gallo        | SL               | 18         | -31        |                 | -               | -               |                    | -                  | -                  |             | -           | -           | 18     | -31    |
| 2020-2021        | San Gallo        | SL               | 35         | -47        | CS              | 4               | -4              | UEL                | 1                  | -1                 |             | -           | -           | 40     | -52    |
| 2021-2022        | San Gallo        | SL               | 36         | -63        |                 | -               | -               |                    | -                  | -                  |             | -           | -           | 36     | -63    |
| 2022-2023        | San Gallo        | SL               | 14         | -21        |                 | -               | -               |                    | -                  | -                  |             | -           | -           | 14     | -21    |
| Totale San Gallo | Totale San Gallo | Totale San Gallo | 103        | -162       |                 | 4               | -4              |                    | 1                  | -1                 |             |             |             | 108    | -167   |
| Totale carriera  | Totale carriera  | Totale carriera  | 159        | -252       |                 | 14              | -19             |                    | 1                  | -1                 |             | -           | -           | 174    | -272   |

### Cronologia presenze e reti in nazionale
| Cronologia completa delle presenze e delle reti in nazionale ― Ghana | Cronologia completa delle presenze e delle reti in nazionale ― Ghana | Cronologia completa delle presenze e delle reti in nazionale ― Ghana | Cronologia completa delle presenze e delle reti in nazionale ― Ghana | Cronologia completa delle presenze e delle reti in nazionale ― Ghana | Cronologia completa delle presenze e delle reti in nazionale ― Ghana | Cronologia completa delle presenze e delle reti in nazionale ― Ghana | Cronologia completa delle presenze e delle reti in nazionale ― Ghana |
| Data                                                                 | Città                                                                | In casa                                                              | Risultato                                                            | Ospiti                                                               | Competizione                                                         | Reti                                                                 | Note                                                                 |
| -------------------------------------------------------------------- | -------------------------------------------------------------------- | -------------------------------------------------------------------- | -------------------------------------------------------------------- | -------------------------------------------------------------------- | -------------------------------------------------------------------- | -------------------------------------------------------------------- | -------------------------------------------------------------------- |
| 10-10-2017                                                           | Gedda                                                                | Arabia Saudita                                                       | 0 – 3                                                                | Ghana                                                                | Amichevole                                                           | -                                                                    |                                                                      |
| 7-6-2018                                                             | Reykjavík                                                            | Islanda                                                              | 2 – 2                                                                | Ghana                                                                | Amichevole                                                           | -2                                                                   |                                                                      |
| 26-3-2019                                                            | Accra                                                                | Ghana                                                                | 3 – 1                                                                | Mauritania                                                           | Qual. Coppa d'Africa 2019                                            | -1                                                                   | 18’                                                                  |
| 9-6-2019                                                             | Accra                                                                | Ghana                                                                | 0 – 1                                                                | Namibia                                                              | Amichevole                                                           | -1                                                                   | 46’                                                                  |
| 9-10-2020                                                            | Adalia                                                               | Mali                                                                 | 3 – 0                                                                | Ghana                                                                | Amichevole                                                           | -3                                                                   |                                                                      |
| 12-6-2021                                                            | Cape Coast                                                           | Ghana                                                                | 0 – 0                                                                | Costa d'Avorio                                                       | Amichevole                                                           | -                                                                    |                                                                      |
| 6-9-2021                                                             | Johannesburg                                                         | Sudafrica                                                            | 1 – 0                                                                | Ghana                                                                | Qual. Mondiali 2022                                                  | -1                                                                   | 78’                                                                  |
| 5-1-2022                                                             | Ar Rayyan                                                            | Algeria                                                              | 3 – 0                                                                | Ghana                                                                | Amichevole                                                           | -2                                                                   | 67’                                                                  |
| 5-6-2022                                                             | Luanda                                                               | Rep. Centrafricana                                                   | 1 – 1                                                                | Ghana                                                                | Qual. Coppa d'Africa 2023                                            | -1                                                                   |                                                                      |
| 10-6-2022                                                            | Kōbe                                                                 | Giappone                                                             | 4 – 1                                                                | Ghana                                                                | Kirin Cup                                                            | -4                                                                   |                                                                      |
| 17-11-2022                                                           | Abu Dhabi                                                            | Ghana                                                                | 2 – 0                                                                | Svizzera                                                             | Amichevole                                                           | -                                                                    |                                                                      |
| 24-11-2022                                                           | Doha                                                                 | Portogallo                                                           | 3 – 2                                                                | Ghana                                                                | Mondiali 2022 - 1º turno                                             | -3                                                                   |                                                                      |
| 28-11-2022                                                           | Al Rayyan                                                            | Corea del Sud                                                        | 2 – 3                                                                | Ghana                                                                | Mondiali 2022 - 1º turno                                             | -2                                                                   |                                                                      |
| 2-12-2022                                                            | Al Wakrah                                                            | Ghana                                                                | 0 – 2                                                                | Uruguay                                                              | Mondiali 2022 - 1º turno                                             | -2                                                                   |                                                                      |
| 23-3-2023                                                            | Kumasi                                                               | Ghana                                                                | 1 – 0                                                                | Angola                                                               | Qual. Coppa d'Africa 2023                                            | -                                                                    |                                                                      |
| 27-3-2023                                                            | Luanda                                                               | Angola                                                               | 1 – 1                                                                | Ghana                                                                | Qual. Coppa d'Africa 2023                                            | -1                                                                   |                                                                      |
| 18-6-2023                                                            | Antananarivo                                                         | Madagascar                                                           | 0 – 0                                                                | Ghana                                                                | Qual. Coppa d'Africa 2023                                            | -                                                                    |                                                                      |
| 7-9-2023                                                             | Kumasi                                                               | Ghana                                                                | 2 – 1                                                                | Rep. Centrafricana                                                   | Qual. Coppa d'Africa 2023                                            | -                                                                    |                                                                      |
| 14-10-2023                                                           | Charlotte                                                            | Messico                                                              | 2 – 0                                                                | Ghana                                                                | Amichevole                                                           | -2                                                                   |                                                                      |
| 8-1-2024                                                             | Kumasi                                                               | Ghana                                                                | 0 – 0                                                                | Namibia                                                              | Amichevole                                                           | -                                                                    | 67’                                                                  |
| 22-3-2024                                                            | Marrakech                                                            | Ghana                                                                | 1 – 2                                                                | Nigeria                                                              | Amichevole                                                           | -2                                                                   |                                                                      |
| 6-6-2024                                                             | Bamako                                                               | Mali                                                                 | 1 – 2                                                                | Ghana                                                                | Qual. Mondiali 2026                                                  | -1                                                                   |                                                                      |
| 10-6-2024                                                            | Kumasi                                                               | Ghana                                                                | 4 – 3                                                                | Rep. Centrafricana                                                   | Qual. Mondiali 2026                                                  | -3                                                                   |                                                                      |
| 5-9-2024                                                             | Kumasi                                                               | Ghana                                                                | 0 – 1                                                                | Angola                                                               | Qual. Coppa d'Africa 2025                                            | -1                                                                   |                                                                      |
| 9-9-2024                                                             | Berkane                                                              | Niger                                                                | 1 – 1                                                                | Ghana                                                                | Qual. Coppa d'Africa 2025                                            | -1                                                                   |                                                                      |
| 10-10-2024                                                           | Accra                                                                | Ghana                                                                | 0 – 0                                                                | Sudan                                                                | Qual. Coppa d'Africa 2025                                            | -                                                                    |                                                                      |
| 15-10-2024                                                           | Bengasi                                                              | Sudan                                                                | 2 – 0                                                                | Ghana                                                                | Qual. Coppa d'Africa 2025                                            | -2                                                                   |                                                                      |
| 31-5-2025                                                            | Brentford                                                            | Trinidad e Tobago                                                    | 0 – 4                                                                | Ghana                                                                | Amichevole                                                           | -                                                                    |                                                                      |
| Totale                                                               |                                                                      | Presenze                                                             | 28                                                                   |                                                                      | Reti                                                                 | -36                                                                  |                                                                      |

## Palmarès
- Campionato austriaco: 1

Salisburgo: 2016-2017
- Coppa d'Austria: 1

Salisburgo: 2016-2017